# طوطی برزیلی رخ‌هلویی
طوطی برزیلی رخ‌هلویی، طوطی برزیلی صورت‌هلویی یا طوطی برزیلی پیشانی‌هلویی (نام علمی: Agapornis roseicollis)، با نام دیگر «طوطی برزیلی صورت گلی» نیز نامیده می‌شود. از ویژگی‌های ظاهری دیگر آن داشتن بدنی سبز، کلاهک سر هلویی-سرخ؛ که رنگین‌تر و بزرگ‌تر شدن آن نشانهٔ بلوغ پرنده، و حلقهٔ زرد در اطراف چشم است. این طوطی در سال ۱۷۹۳م کشف شد و در آن هنگام به عنوان زیر گونه‌ای از «طوطی برزیلی صورت قرمز» شناخته شد، اما بعدها یعنی در سال ۱۸۱۸م توسط شرق‌شناس فرانسوی «لویس جان پیر ویللو» به عنوان گونه ای جدید معرفی شد و این‌گونه، دو زیر گونه به نام‌های علمی A.r.catumbella و A.r.roseicollis دارد. خاستگاه آن جنوب غربی قاره آفریقا است. اندازه آن ۱۵ سانتی‌متر است. پرنده‌ای شاداب، پر انرژی و فعال است. خیلی زود اهلی می‌شود و با محیط جدید خو می‌گیرد. بال و پر رنگی دارد و رنگ‌بندی بسیار زیبا دارند. هیچ نشانه قابل اعتمادی برای تعیین جنسیت نر و ماده از یکدیگر وجود ندارد. پرندگان نابالغ روی منقار خود علامت سیاه رنگی دارند و عموماً آرام‌تر وکم فعالیت‌تر هستند. این‌گونه معروف‌ترین عضو طوطی‌های کوچک آفریقایی است. این پرنده واریته‌ها و همچنین انواع جهش یافته فراوانی دارد. برای مثال می‌توان از نوع لوتینوی این پرنده نام برد که صورت آن به رنگ قرمز طبیعی است، ولی بدن آن زرد یک دست است؛ مجموع این دو رنگ، ترکیب بسیار جالب و زیبایی را پدیدآورده‌است. نوع دیگری از این پرنده نیز وجود دارد که نوع «فاکتور تیره» نامیده می‌شود و همان‌طور که از نام آن پیدا است، رنگ سبز بدن این پرنده تیره‌تر از حالت معمول است یا حتی به رنگ آبی متمایل به سبز درآمده‌است. زیر گونه A.r.catumbella در کشور آنگولا زندگی می‌کند و در حوالی سال ۱۹۵۵م شناسایی شده‌است. رنگ اصلی طوطی برزیلی صورت هلویی به رنگ سبز بوده و رنگ صورت آن به رنگ هلو بوده که در ناحیه پیشانی پر رنگ تر و در ناحیه زیر منقار پریده رنگ می‌باشد.

## نگارخانه

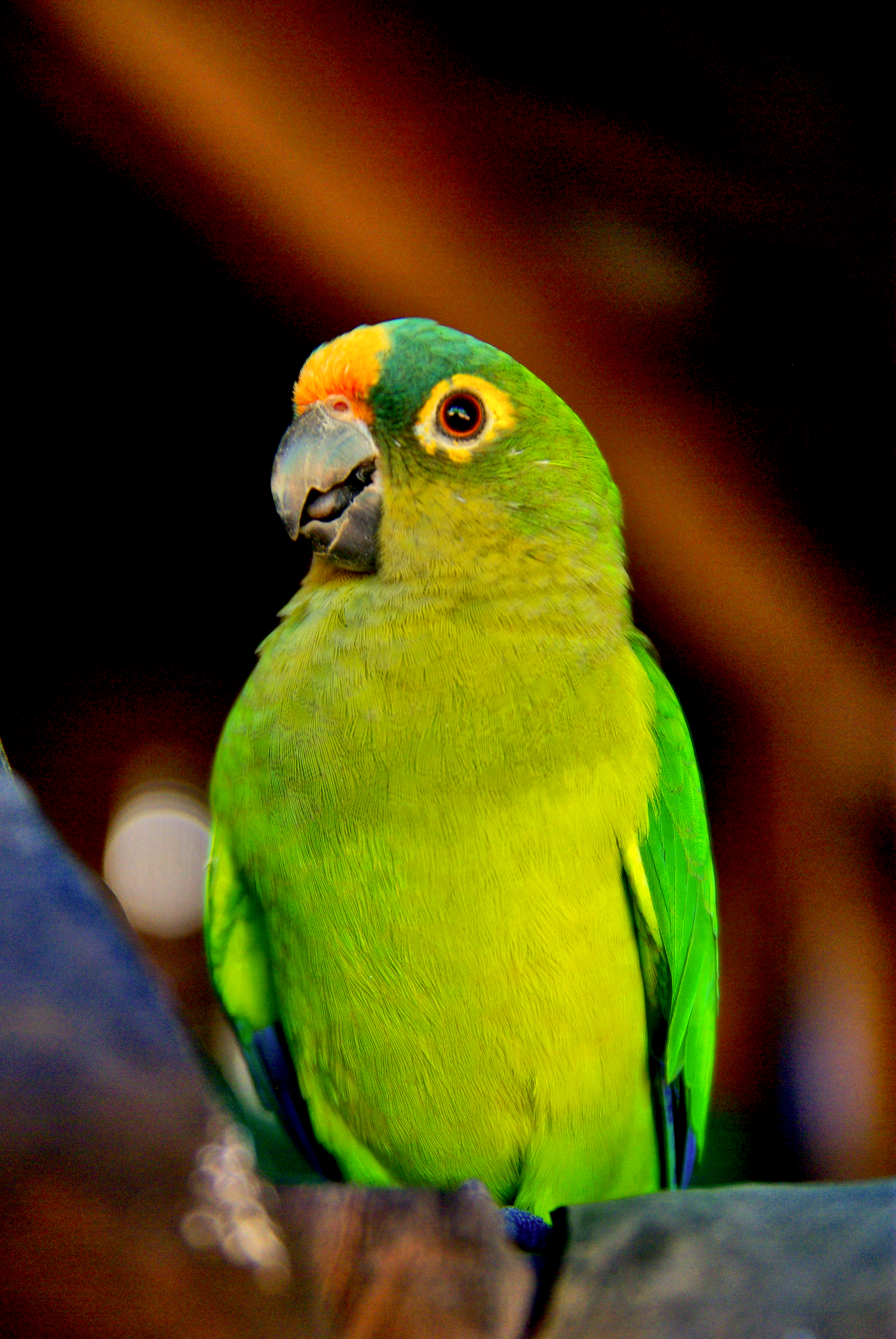
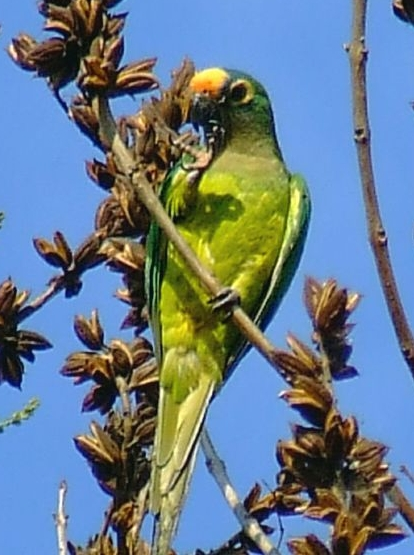